# Lagarto (Brasil)
Lagarto es un municipio brasileño perteneciente al estado de Sergipe. Su población en 2013 era de 100 330 habitantes y su área de 969 km². Está localizado en la parte centro-sur del estado; cuenta con la mayor población de su interior y la tercera mayor del conjunto del estado de Sergipe. Está a 171 m de altura y tiene un clima seco.